# James Franck
James Franck (ur. 26 sierpnia 1882 w Hamburgu, zm. 21 maja 1964 w Getyndze) – niemiecki fizyk, laureat Nagrody Nobla w dziedzinie fizyki w roku 1925 „za odkrycie praw rządzących zderzeniami elektronu z atomem”. Wyniki jego badań potwierdziły istnienie dyskretnych poziomów energetycznych. Nagrodę tę otrzymał wspólnie z Gustavem Hertzem.

## Życiorys

Przejścia elektronowo-oscylacyjne w cząsteczce (ilustracja zasady Francka-Condona)

Urodził się w Niemczech w rodzinie żydowskiej. Ukończył Wilhelm-Gymnasium w Hamburgu w roku 1901. Początkowo studiował (chemię) na Uniwersytecie w Heidelbergu, a następnie na Uniwersytecie Fryderyka Wilhelma w Berlinie, gdzie w roku 1906 uzyskał stopień doktora fizyki. W latach 1906–1907 pracował naukowo w dziedzinie fizyki na Uniwersytecie Goethego we Frankfurcie. W roku 1907 wrócił na berliński uniwersytet, gdzie w roku 1911 otrzymał stanowisko wykładowcy fizyki, które zajmował przez siedem lat. W czasie I wojny światowej służył w armii niemieckiej i został dwukrotnie odznaczony Krzyżem Żelaznym. W następnych latach był profesorem Towarzystwa Postępu Naukowego im. Cesarza Wilhelma (w berlińskim Dahlem) (1918–1920) i na Uniwersytecie w Getyndze (1920–1933), gdzie kierował Instytutem Fizyki Doświadczalnej.
W roku 1933, pomimo panującego w III Rzeszy antysemityzmu i zakazu zajmowania przez Żydów stanowisk publicznych, przyznano mu – jako bohaterowi I wojny światowej – prawo pozostania na swoim stanowisku, jednak z niego demonstracyjnie nie skorzystał. Opuścił Niemcy i wyjechał do Stanów Zjednoczonych, gdzie był profesorem na Uniwersytecie Johnsa Hopkinsa (1933 i 1935–1938) oraz Uniwersytecie Chicagowskim (1938–1964). W latach 1934–1935 przebywał w Kopenhadze u Nielsa Bohra (Uniwersytet Kopenhaski).
W latach 1942–1945 uczestniczył w projekcie Manhattan, a w roku 1945 był głównym autorem dokumentu znanego jako Franck Report. Raport był sygnowany przez J. Francka, D. Hughesa, L. Szilarda, T. Hognessa, E. Rabinowitcha, G. Seaborga, J.J. Nicksona. Został skierowany w czerwcu 1945 roku do sekretarza wojny Stanów Zjednoczonych. Wobec omawianej 27 kwietnia 1945 r. przez rząd USA możliwości zbombardowania Japonii bronią atomową, istotnym elementem raportu była propozycja zademonstrowania potęgi nowej broni w sposób bezkrwawy. Franck, wspierany przez grupę wybitnych fizyków, zamierzał przekonać amerykańskie władze do zapewnienia cywilnej kontroli rozwoju techniki jądrowej w Stanach Zjednoczonych, w tym do ujawnienia przed opinią publiczną informacji o pierwszej bombie atomowej przed jej zastosowaniem w wojnie przeciwko Japonii (Fat Man, Little Boy). Apel sygnatariuszy o podjęcie kroków w kierunku przerwania międzynarodowego wyścigu zbrojeń jądrowych nie znalazł wówczas oczekiwanego oddźwięku (problem podjęto wiele lat później).
James Franck zmarł 21 maja 1964 na atak serca.

## Zakres badań
Prowadził badania nad jonizacją atomów w wyniku zderzeń z elektronami (eksperyment Francka-Hertza), których wyniki potwierdziły istnienie dyskretnych poziomów energetycznych. Jest współautorem zasady Francka-Condona, dotyczącej elektronowo-oscylacyjnych przejść między poziomami energetycznymi cząsteczek (emisja i absorpcja kwantów promieniowania świetlnego, powstawanie cząsteczkowych widm pasmowych). Przez wiele lat zajmował się również procesami fotosyntezy.

## Publikacje
Stuart A. Rice i Joshua Jortner z James Franck Institute (Uniwersytet Chicagowski) zamieścili w Biographical Memoirs :

- 1911 – The influence upon the fluorescence of iodine and mercury of gases with different affinities for electrons,
- 1913 – Messung der Ionisierungsspannung in verschiedenen Gasen,
- 1914 – Über Zusammenstösse zwischen Elektronen und den Molekülen des Quecksilberdampfes und die Ionisierungsspannung desselben,
- 1914 – Über die Erregung der Quecksilberresonanzlinie 253×6 mm durch Elektronenstösse,
- 1919 – Die Bestätigung der Bohr’schen Atomtheorie im optischen Spektrum durch Untersuchungen der unelastischen Zusammen-stösse langsamer Elektronen mit Gasmolekülen,
- 1923 – Über sensibilisierte Fluoreszenz von Gasen,
- 1925 – Quantentheorie und Molekelbildung,
- 1925 – Elementary processes of photochemical reactions,
- 1926 – Anregung von Quantensprüngen durch Stösse,
- 1926 – Über die Auslöschung der Resonanzfluoreszenz des Quecksilbers durch Gaszusatz,
- 1926 – Nobel Lecture. Transformation of kinetic energy of free electrons into excitation energy of atoms by impacts,
- 1928 – Über Absorptionsspektren negativer Halogenionen in Lösung,
- 1928 – Beitrag zur Bestimmung der Dissoziationsarbeit von Molekülen aus Bandenspektren,
- 1932 – Bemerkungen über Prädissoziationsspektren dreiatomiger Moleküle,
- 1934 – Some remarks about free radicals and the photochemistry of solutions,
- 1937 – An attempted theory of photosynthesis,
- 1938 – Migration and photochemical action of excitation energy in crystals,
- 1941 – Contribution to a theory of photosynthesis,
- 1941 – Photosynthesis in flashing light,
- 1945 – Photosynthesis activity of isolated chloroplasts,
- 1949 – Remarks on intra- and inter-molecular migration of excitation energy,
- 1954 – The role of the hydration configuration in electronic processes involving ions in aqueous solution,
- 1956 – Remarks on radiationless transitions in complex molecules,
- 1958 – Remarks on the long-wavelength limits of photosynthesis and chlorophyll fluorescence,
- 1964 – A theory of light utilization in plant photosynthesis.

## Odznaczenia, wyróżnienia i upamiętnienie

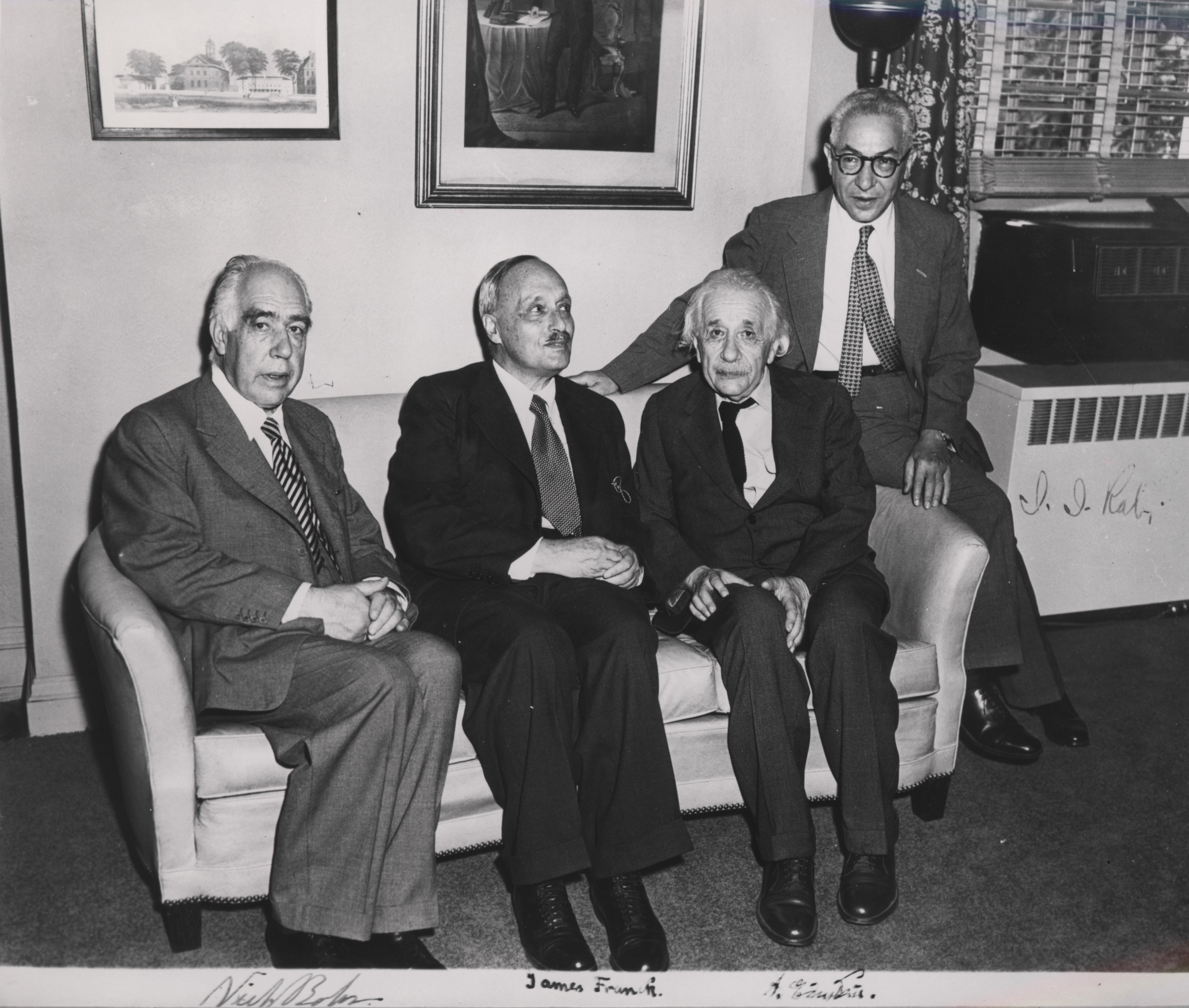
Czterej laureaci Nagrody Nobla z fizyki uczestniczący w ceremonii uhonorowania Alberta Einsteina i Jamesa Francka nagrodą Technion Institute of Technology (Hajfa). Od lewej: Niels Bohr, James Franck, Albert Einstein i Isidor Isaac Rabi (Princeton Inn College, Princeton 1954)

Za czyny w czasie I wojny światowej został odznaczony Krzyżem Żelaznym I i II klasy, a za badania naukowe otrzymał:
- 1925 – Nagrodę Nobla (wspólnie z Gustavem Hertzem)
- 1951 – Medal Maxa Plancka (wspólnie z Gustavem Hertzem)
- 1955 – Nagrodę Rumforda (za badania procesu fotosyntezy)

Był członkiem:
- American Academy of Arts and Sciences
- American Chemical Society
- American Philosophical Society
- American Physical Society
- American Association for the Advancement of Science
- Deutsche Physikalische Gesellschaft
- National Academy of Sciences
- Royal Society (członek zagraniczny od roku 1964).

Jedną z form upamiętnienia jego dokonań jest nadanie jego imienia kraterowi księżycowemu Lunar Crater Franck (22,6° N, 35,5° E, średnica 12 km).

## Życie rodzinne
Był dwukrotnie żonaty. Z pierwszą żoną, pianistką Ingrid Josephson Franck (1907–1942), miał dwie córki: Dagmarę Franck von Hippel (1909–1975) i Elisabeth Franck (ur. 1911). Po raz drugi ożenił się w roku 1946. Druga żona, Hertha Sponer (1895–1968), była fizykiem.